# Dirphya argenteovittata
Dirphya argenteovittata là một loài bọ cánh cứng trong họ Cerambycidae.